# Frits Eijken
Frits Evert (Frits) Eijken (Jakarta, 30 juni 1893 – Zwolle, 6 juni 1978) was een Nederlands roeier. Eenmaal nam hij deel aan de Olympische Spelen, maar hij won bij die gelegenheid geen medaille. 
Op de Olympische Spelen van 1920 in Antwerpen maakte Eijken op 26-jarige leeftijd zijn olympisch debuut op het roeionderdeel skiff. De roeiwedstrijden vonden plaats op het kanaal van Willebroek, vlak bij Brussel, tussen de gehuchten "Drie Fonteinen" en "Marly". Met een tijd van 7.50,0 won hij de tweede serie en plaatste hij zich voor de halve finale. Hier verloor hij van de Brits roeier Jack Beresford, die later zilver won, met drie lengtes verschil. Er vond geen wedstrijd plaats om de derde plaats. Omdat de Nieuw-Zeelander Darcy Hadfield met slechts 1,5 lengte in 7.49,2 verloor in de andere halve finale ging het brons naar hem.
Een jaar later haalde Eijken zijn revanche op Beresford. Op de Henley Royal Regatta won hij de Diamond Sculls. Na dit succes kreeg hij van de vorige Nederlandse winnaar, Janus Ooms, de Gouden Riem. Deze schonk hij op zijn beurt in 1929 aan Bert Gunther.
Eijken was aangesloten bij studentenroeivereniging D.S.R.V. Laga in Delft. Van beroep was hij ingenieur.

## Palmares

### roeien (skiff)
- 1920: halve finale OS - 7.50,4
- 1921:  EK in Amsterdam